# Simpatico (Automobilhersteller)

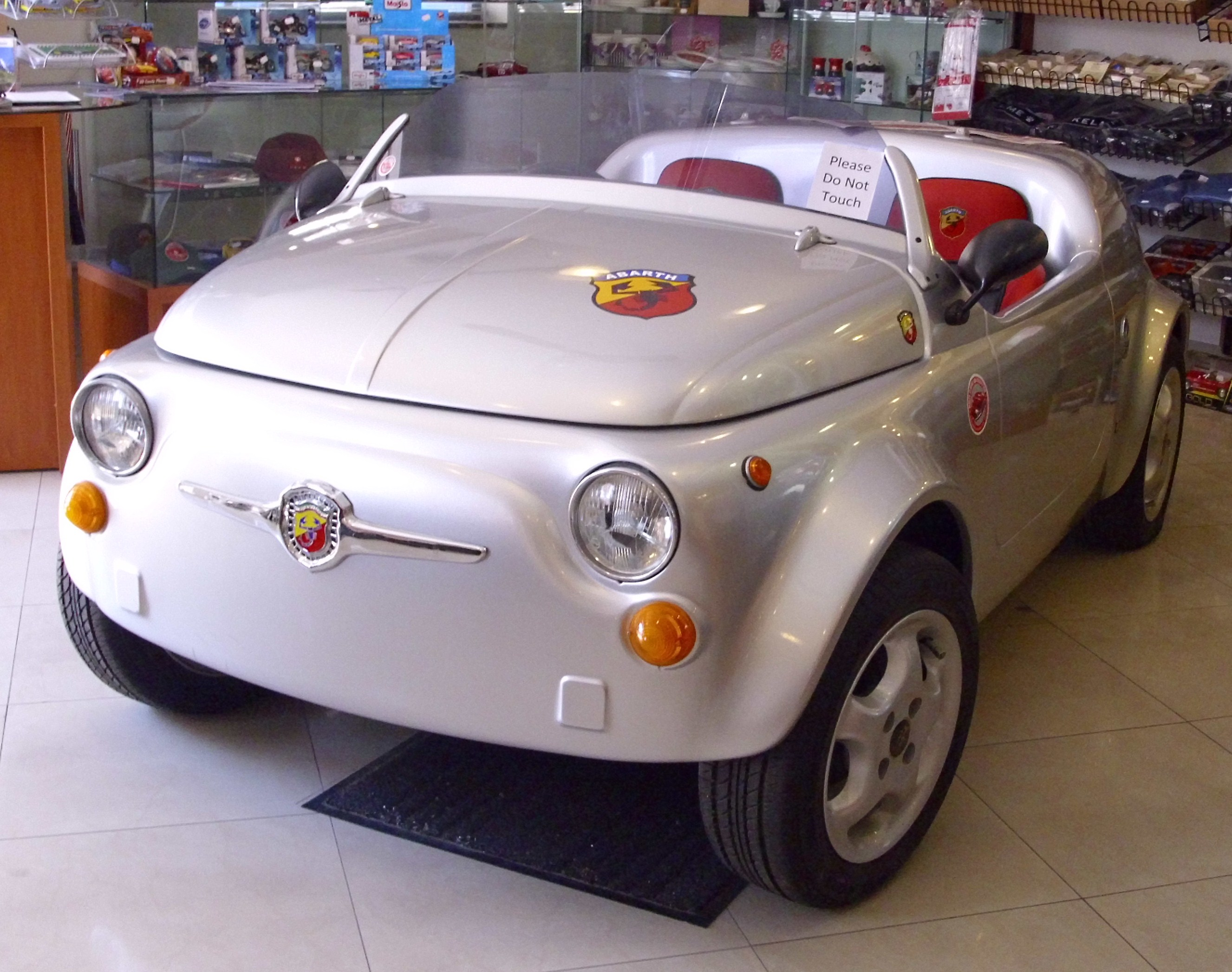
Barchetta 595

Simpatico war ein britischer Hersteller von Automobilen.

## Unternehmensgeschichte
Der Designer Peter Stevens gründete 1993 oder 1996 das Unternehmen in East Dereham in der Grafschaft Norfolk. Er begann in Zusammenarbeit mit der Dove Car Company unter Leitung von Colin Jones mit der Produktion von Automobilen und Kits. Der Markenname lautete Barchetta. 1996 oder 1997 endete die Produktion. Insgesamt entstanden etwa zwölf Exemplare.

## Fahrzeuge
Das einzige Modell war der 595. Die technische Basis bildete der Fiat 126. Darauf wurde eine offene zweisitzige Karosserie aus Kunststoff montiert, die Ähnlichkeit mit dem Fiat Nuova 500 hatte. Auf Türen wurde verzichtet.
Cool Car 500 fertigte Jahre später ein ähnliches Fahrzeug, aber mit Türen und zwei Überrollbügeln hinter den Sitzen.